# Petter Jonsson
Petter "PJ" Jonsson, född 12 oktober 1984 i Jämjö, Sverige, är en svensk beachvolleytränare- och spelare.
Jonsson är förbundskapten för Sveriges damlandslag i beachvolley. Som spelare blev han svensk mästare i beachvolley 2008 och 2014 och representerade Sverige i OS-kvalet Continental Cup 2010–2012. Den 27 juli 2008 blev han, tillsammans med Marcus Nilsson, svensk mästare i beachvolleyboll. 2014 vann Jonsson tillsammans med Björn Huitfeldt SM-guld med totalt 14–0 i setskillnad. Samma år utsågs han till "årets spelare" i beachvolley. samt blev nominerad till årets manlige idrottare av Blekinge Idrottsförbund. 
Jonssons partners genom åren:
- 2005–2008 Rasmus Jonsson
- 2008 Marcus Nilsson
- 2009 Björn Berg
- 2010–2011 Björn Huitfeldt
- 2012–2013 Viktor Jonsson
- 2014–? Björn Huitfeldt

Petters bror Rasmus Jonsson är även han beachvolleytränare och tidigare elitspelare.